# パコラ

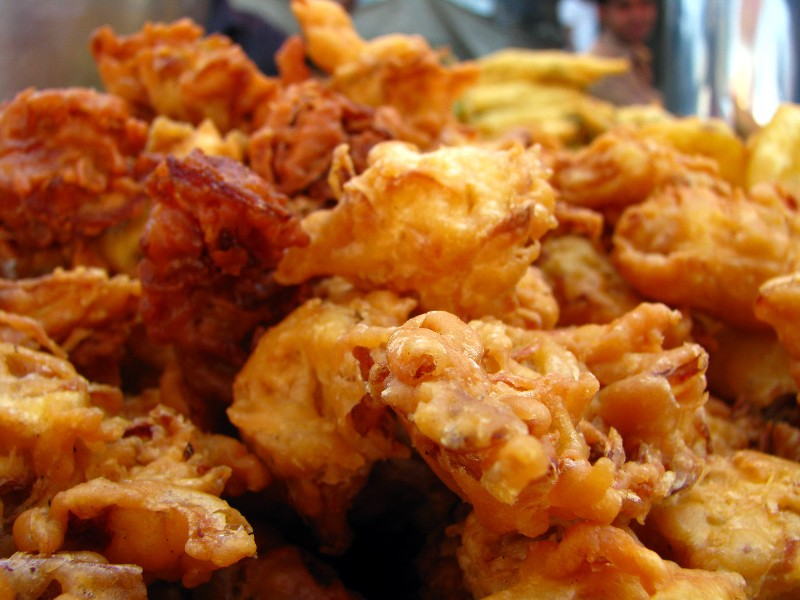
ムンバイのパコラ。

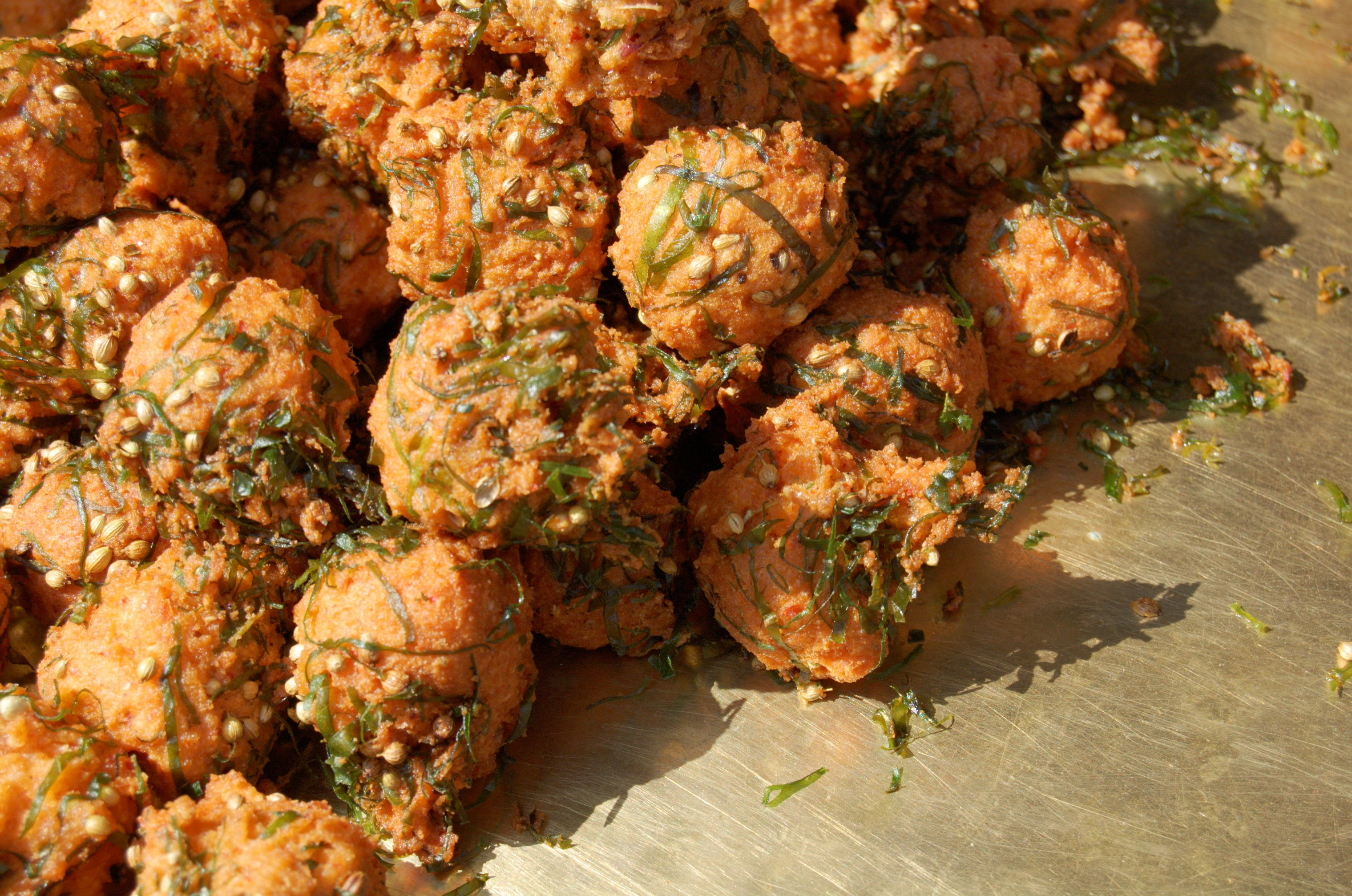
ジャイプルのパコラ。

パコラ、またはポコラ、パコダ、バジャ、パコーラー (英: Pakora、ヒンディー語: पकोड़ा pakoṛā; ウルドゥー語: پکوڑا pakoṛā; タミル語: பஜ்ஜி bajji; テルグ語: పకోడీ pakōḍī; マラーティー語: भजी bhajji, グジャラート語: ભજિયા bhajiyā) は、インドなど南アジアの、天ぷらに似た揚げ料理である。
スライスした野菜などに、ヒヨコマメ粉（ベサン）を水で溶きスパイスを加えた衣を付け、油で揚げる。